# Religión en la Unión Soviética

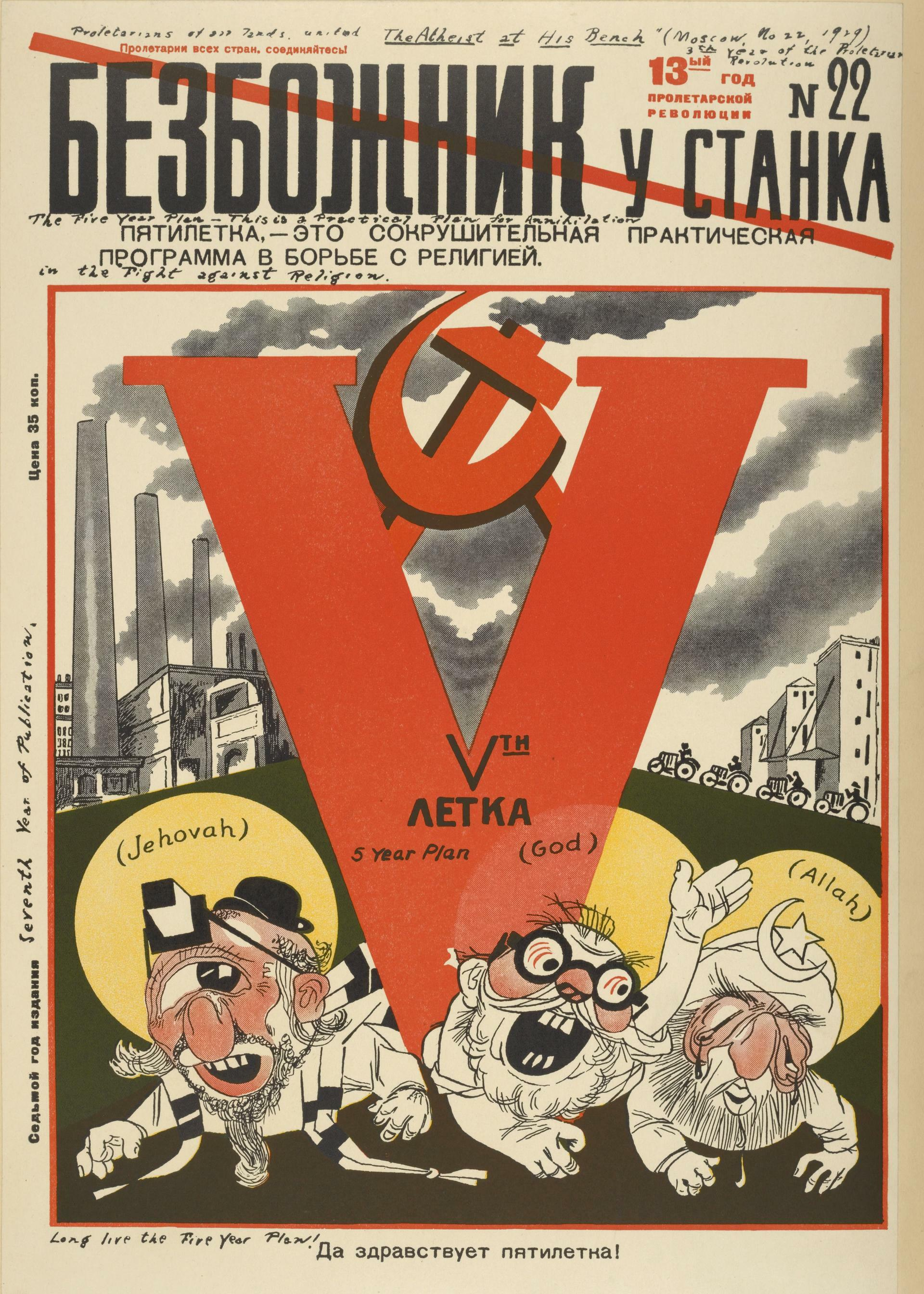
Portada de Bezbózhnik en 1929, revista de la Sociedad de los Sin Dios. Se muestra el primer plan quinquenal de la Unión Soviética aplastando a los dioses de las religiones abrahámicas.

La Unión Soviética fue un Estado ateísta desde 1922 hasta su disolución en 1991, en el cual la religión se prohibió y en gran medida fue perseguida.
De acuerdo con diversas fuentes soviéticas y occidentales, más de un tercio de la población del país profesaba alguna creencia religiosa.
El cristianismo y el Islam tenían la mayoría de los creyentes. Los cristianos pertenecían a diversas iglesias: ortodoxa, que tuvo el mayor número de seguidores; católicos; y bautistas y varias otras denominaciones protestantes. La mayoría de los fieles islámicos fueron suníes. El judaísmo también tenía muchos seguidores. Otras religiones, las cuales fueron practicadas por un número relativamente pequeño de creyentes, incluían el budismo y chamanismo.
El papel de la religión en la vida cotidiana de los ciudadanos soviéticos varió enormemente. Dos tercios de la población soviética, sin embargo, eran irreligiosos. Aproximadamente la mitad de la población, incluidos miembros del gobernante partido comunista y funcionarios de alto nivel del gobierno, profesaban el ateísmo. Para la mayoría de los ciudadanos soviéticos la religión era irrelevante.
Antes de su colapso a finales de 1991, las cifras oficiales sobre la religión en la Unión Soviética no estaban disponibles.

## Ortodoxos

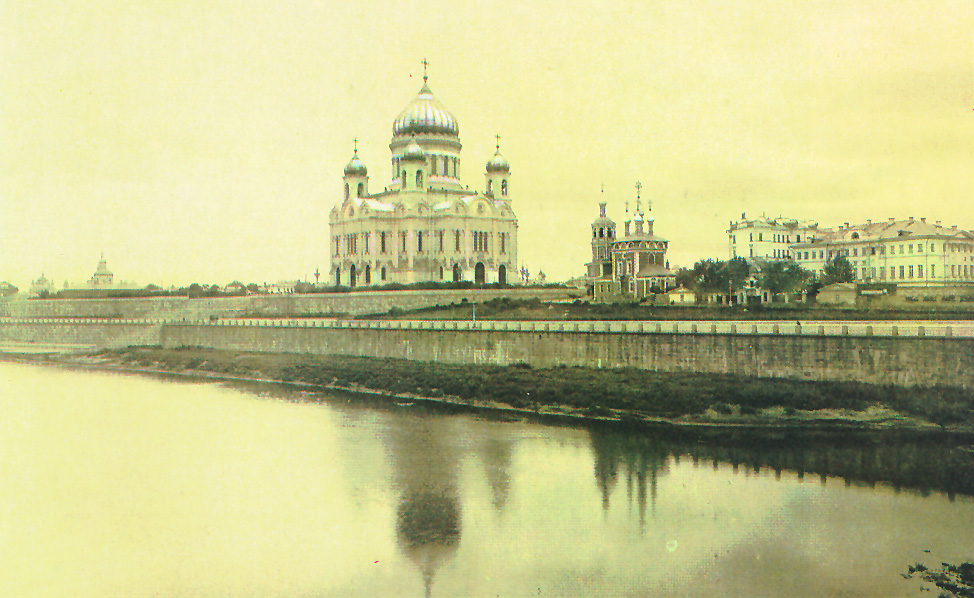
La Catedral de Cristo Salvador de Moscú fue demolida por las autoridades soviéticas en 1931 con el fin de construir el Palacio de los Sóviets. El palacio nunca fue terminado, y la catedral fue reconstruida en el año 2000.

Los cristianos ortodoxos constituían una mayoría de creyentes en la Unión Soviética. A finales de 1980, tres iglesias ortodoxas afirmaron miembros importantes en la Unión Soviética: la Iglesia ortodoxa de Rusia, la Iglesia ortodoxa georgiana y la Iglesia ortodoxa autocéfala ucraniana. Eran miembros de la confederación de las principales iglesias ortodoxas del mundo, generalmente se conoce como la Iglesia ortodoxa. Las dos primeras Iglesias funcionaban de manera abierta y eran toleradas por el régimen. A la Iglesia ortodoxa autocéfala ucraniana no se le permitió funcionar en público. Las parroquias de la Iglesia ortodoxa autocéfala de Bielorrusia reaparecieron en Bielorrusia solo después del colapso de la Unión Soviética, pero no recibieron el reconocimiento del exarcado bielorruso de la Iglesia Ortodoxa Rusa, que controla las eparquías bielorrusas. Sus templos se convirtieron en museos del ateísmo a partir de la década de 1920.

### Iglesia ortodoxa rusa
Según ambas fuentes occidentales y soviéticas, a finales de 1980 la Iglesia Ortodoxa rusa tenía más de 50 millones de creyentes, pero solo alrededor de 7.000 iglesias registradas activas. Más de 4.000 de las iglesias ortodoxas registradas se encontraban en la RSS de Ucrania (casi la mitad de ese número en el oeste de Ucrania). La distribución de los seis monasterios y diez conventos de la Iglesia Ortodoxa Rusa era igualmente desproporcionada. Solo dos de los monasterios se encontraban en la RSFS de Rusia. Otros dos en Ucrania y otra en RSS de Bielorrusia y en RSS de Lituania. Siete conventos estaban ubicados en la RSS de Ucrania y uno en las RSS de Moldavia, RSS de Estonia y RSS de Letonia.

### Iglesia ortodoxa georgiana
La Iglesia ortodoxa georgiana, otro miembro de la Iglesia Ortodoxa autocéfala, encabezada por un patriarca de Georgia. A finales de 1980, tenía 15 obispos, sacerdotes 180, 200 parroquias, y un estimado de 2,5 millones seguidores. En 1811 la Iglesia Ortodoxa de Georgia se incorporó a la Iglesia Ortodoxa Rusa, pero recuperó su independencia en 1917 tras la caída del zarismo. Sin embargo, la Iglesia Ortodoxa Rusa no fue reconocida oficialmente su independencia hasta 1943.

### Iglesia ortodoxa autocéfala ucraniana
La Iglesia ortodoxa autocéfala ucraniana se separó de la Iglesia ortodoxa rusa en 1919, cuando la República Popular Ucraniana aprobó un decreto en 1919 que declaraba la autocefalía de la Iglesia ortodoxa ucraniana. La independencia de la iglesia fue reafirmada por los bolcheviques en la RSS de Ucrania, y en 1924 la iglesia contaba con 30 obispos, sacerdotes casi 1.500, casi 1.100 parroquias, y entre 3 y 6 millones de miembros.
Desde sus inicios, la iglesia se enfrentó a la hostilidad de la Iglesia ortodoxa rusa en Ucrania. A finales de 1920, las autoridades soviéticas acusaron a la Iglesia de tendencias nacionalistas. En 1930, el gobierno obligó a la iglesia a reorganizar la Iglesia Ortodoxa Ucraniana, y algunos de sus parroquias sobrevivieron hasta 1936. Sin embargo, la Iglesia ortodoxa autocéfala ucraniana siguió funcionando fuera de las fronteras de la Unión Soviética, y fue revivida en el territorio de Ucrania bajo la ocupación alemana durante la Segunda Guerra Mundial. A finales de 1980, algunos de los fieles ortodoxos en la RSS de Ucrania hicieron un llamamiento al gobierno soviético para restablecer la Iglesia ortodoxa autocéfala ucraniana.

### Iglesia apostólica armenia
La religión apostólica armenia es una fe cristiana oriental independiente. En la década de 1980, la Iglesia Apostólica Armenia tenía alrededor de 4 millones de fieles, o casi la población entera de Armenia. La iglesia ha autorizado a 6 obispos, de 50 a 100 sacerdotes, y entre unas 20 a 30 iglesias, tenía un seminario teológico y seis monasterios.

## Católicos

Cartel de propaganda polaco y anticomunista de la Segunda Guerra Mundial que vincula a los bolcheviques ateos con la noción del Anticristo de los últimos tiempos, representado como un trabajador revolucionario con una camisa rusa andrajosa y con el símbolo de la estrella roja de la Unión Soviética en su sombrero de sombra mientras derriba un crucifijo.

Los católicos representan un cuerpo religioso sustancial y activo en la Unión Soviética. Su número aumentó de manera espectacular debido a la anexión de los territorios de la Segunda República Polaca en 1939 y las repúblicas bálticas en 1940. Los católicos en la Unión Soviética estaban repartidos entre los pertenecientes la Iglesia católica (rito latino), reconocidos por el gobierno, y aquellos que permanecen leales a la Iglesia greco-católica ucraniana (rito bizantino), prohibida desde 1946.

### Iglesia católica
La mayoría de los católicos 5,5 millones en la Unión Soviética vivió en las repúblicas de Lituania, Bielorrusia, y Letonia, con una rociada en las repúblicas de Moldavia, Ucrania y Rusia. Desde la Segunda Guerra Mundial, el más activo de la Iglesia católica en la Unión Soviética estaba en la República de Lituania, donde la mayoría de la gente son católicos. La Iglesia católica no ha sido vista como una institución que tanto promueve y defiende los intereses y valores nacionales de Lituania. Desde el año 1972 una publicación católica clandestina, La Crónica de la Iglesia católica en Lituania, ha hablado no solo de los derechos religiosos de los lituanos, sino también por sus derechos nacionales.

### Iglesia Greco-Católica Ucraniana
Tras la invasión soviética de Polonia de 1939, Ucrania occidental, que incluía gran parte de la región histórica de Galizia, pasó a formar parte de la Unión Soviética. La población allí, a pesar de ser ucraniana, nunca fue parte del Imperio ruso y por lo tanto fue rito oriental en la fe católica. El cierre de la Iglesia greco-católica ucraniana y las aspiraciones nacionalistas de la región, despertaron la hostilidad del gobierno soviético después de Segunda Guerra Mundial, que estuvo en combate con el Ejército Insurgente Ucraniano. En 1945, las autoridades soviéticas arrestaron, deportaron y sentenciaron a trabajos de campo forzados en Siberia y en otras partes a la iglesia metropolitana. Jósyf Slipyj y nueve obispos, así como cientos de clérigos y líderes activistas laicos murieron en prisiones, campos de concentración, exilio interno, o poco después de su liberación durante el deshielo de Jrushchov. La excepción fue Jósyf Slipyj quien, después de 18 años de prisión y persecución, fue liberado gracias a la intervención del papa Juan XXIII, llegó a Roma, donde recibió el título de Arzobispo Mayor de Lviv, y se convirtió en cardenal en 1965.
En 1946, un sínodo fue convocado en Lviv, donde a pesar de no ser canónico en el ámbito católico y ortodoxo, la Unión de Brest fue anulada, y la Iglesia greco-católica ucraniana fue oficialmente añadida a la Iglesia ortodoxa rusa. La catedral de San Jorge en Leópolis se convirtió la sede del arzobispo ortodoxo ruso Makaiy.
Para el clero que se unieron a la Iglesia ortodoxa rusa, las autoridades soviéticas se abstuvo de persecución a gran escala de la religión que fue visto en otras partes del país. En la ciudad de Lviv en paz solo una iglesia estaba cerrada. De hecho, las diócesis occidental de Leópolis, Ternópol e Ivano-Frankivsk fueron las mayores en la Unión Soviética. El derecho canónico se relajó también en el clero que les permite afeitarse la barba (una práctica poco común a la ortodoxia) y llevar a cabo la liturgia en ucraniano en lugar del eslavo eclesiástico.
En 1989, la Iglesia greco-católica ucraniana fue oficialmente restablecida después de más de 40 años de período de las catacumbas. Los conflictos siguieron, entre los ortodoxos y el clero católico y fiel en la propiedad de la iglesia, los edificios, un conflicto que continuó después de la Independencia de Ucrania en la década de 1990. (Ver Historia del cristianismo en Ucrania)

## Protestantismo
En 1950 había aproximadamente 2.000.000 de bautistas en la Unión Soviética, con una gran número en Ucrania.
Muchos líderes y creyentes de las diferentes comunas protestantes cayeron víctimas de la persecución del régimen comunista, incluidos los encarcelamientos y ejecuciones. Un líder del no registrado Movimiento Adventista del Séptimo Día en la Unión Soviética Vladímir Shelkov (1895–1980) pasó casi toda su vida desde 1931 en prisión y murió en el campamento Yakutia. Pentecostales tuvieron un mayor número dado por 20 a 25 penas de cárcel y una gran parte murió allí, incluyendo uno de los líderes Iván Voronáev.
En el período posterior a la Segunda Guerra Mundial, los creyentes protestantes en la URSS (bautistas, pentecostales, adventistas, etc) fueron enviados compulsivamente a los hospitales mentales, pasado por muchos juicios y prisiones (a menudo por la negativa a entrar en servicio militar). Algunos incluso compulsivamente se les privó de los derechos parentales.
La Iglesia Luterana en diferentes regiones del país durante la época soviética fue perseguido y propiedades de la Iglesia fueron confiscadas. Muchos de sus creyentes y pastores fueron oprimidos, y algunos se vieron obligados a emigrar.
Varios grupos religiosos protestantes, según fuentes occidentales, en conjunto tenían hasta 5 millones de seguidores en la década de 1980. Bautistas cristianos evangélicos constituyeron el mayor grupo protestante. Ubicado en toda la Unión Soviética, algunas congregaciones se registraron con el gobierno, han funcionado con la aprobación oficial. Muchas congregaciones no registradas otras ejercido su actividad religiosa sin esa autorización.
Los luteranos, que integran el grupo protestante más grande en segundo lugar, vivían en su mayor parte en las repúblicas de Letonia y Estonia. En la década de 1980, las iglesias luteranas en estas repúblicas se identificaron en cierta medida con las cuestiones de nacionalidad en las dos repúblicas. La actitud del régimen hacia los luteranos fue generalmente benigna. Una serie de pequeñas congregaciones de pentecostales, adventistas, menonitas rusos, otros grupos cristianos, y los testigos de Jehová ejercieron actividades religiosas, con o sin la aprobación oficial.

## Islam

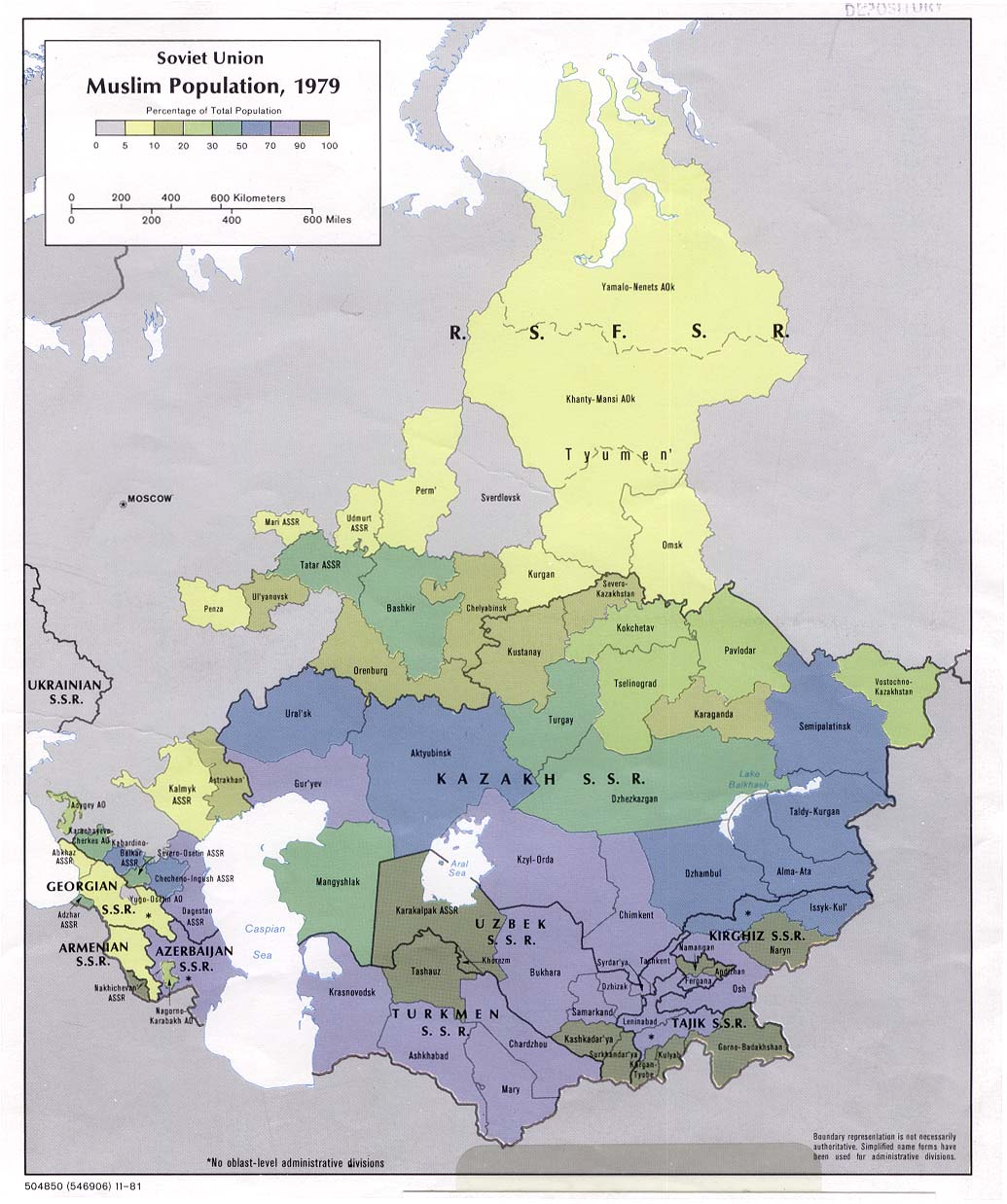
Población musulmana dentro de la URSS en 1979

A finales de 1980, el islam tuvo el segundo mayor número de creyentes en la Unión Soviética, con entre 45 y 50 millones de personas que se identificaron como musulmanes. Pero la Unión Soviética había solo alrededor de 500 mezquitas islámicas de trabajo, una fracción de las mezquitas en prerrevolucionaria de Rusia. El derecho soviético prohibió la actividad religiosa islámica fuera de las mezquitas y escuelas islámicas de trabajo. Todas las mezquitas de trabajo, las escuelas religiosas, y publicaciones islámicas fueron supervisadas por cuatro "direcciones espirituales" establecidas por las autoridades soviéticas para ejercer el control gubernamental. La Dirección Espiritual para Asia Central y Kazajistán, la Dirección Espiritual de la Unión Soviética Europea y Siberia, y la Dirección Espiritual para el Cáucaso del Norte y Daguestán supervisó la vida religiosa de los musulmanes sunitas. La Dirección Espiritual para Transcaucasia trata tanto de musulmanes sunitas como chiitas. La inmensa mayoría de los musulmanes eran sunitas.
Musulmanes soviéticos también difieren lingüística y culturalmente entre sí. Entre ellos, hablan de unos quince lenguas turcas, diez lenguas iranias, y treinta lenguas caucásicas. Por lo tanto, la comunicación entre los diferentes grupos musulmanes ha sido difícil. Aunque en 1989 el ruso a menudo sirve como lingua franca entre algunos musulmanes educados, el número de musulmanes habla rusa fue baja. Culturalmente, algunos grupos musulmanes se habían desarrollado altamente tradiciones urbanas, mientras que otros fueron recientemente nómadas. Algunos vivían en ambientes industriales, mientras que otros residido en regiones montañosas aisladas. En suma, los musulmanes no eran un grupo homogéneo con una identidad nacional común y el patrimonio, a pesar de que comparte la misma religión y el mismo país.
A finales de 1980, no oficiales congregaciones musulmanas, reunidos en casas de té y casas privadas con sus propios mulás, mucho más numerosos que los de las mezquitas oficialmente sancionados. Los mulás en el islam no oficiales eran autodidactas o fueron entrenados de manera informal por los otros mullahs. A finales de 1980, el islam no oficiales parecía dividida en congregaciones fundamentalistas y grupos que hacían hincapié en el sufismo.

## Política hacia las religiones en la práctica

Portada de 1929 de la revista soviética Bezbózhnik ("El Ateísta"), en la cual se puede ver a un grupo de trabajadores industriales arrojando a la basura a Jesucristo o Jesús de Nazaret.

La política soviética hacia la religión se basaba en la ideología del marxismo-leninismo, lo que hizo el ateísmo la doctrina oficial del Partido Comunista, aunque, en teoría, cada constitución Soviética sucesiva concedió la libertad de creencias. Como el fundador de la Unión Soviética, Lenin escribió: 
La religión es el opio del pueblo: esta frase de Marx es la piedra angular de toda la ideología del marxismo sobre la religión. Todas las religiones e iglesias modernas, todas y todo tipo de organizaciones religiosas son siempre considerados por el marxismo como los órganos de la reacción burguesa, utilizados para la protección de la explotación y la estupefacción de la clase obrera.

El marxismo-leninismo abogó por la supresión y, en definitiva, la desaparición de las creencias religiosas, por considerar que son "poco científicas" y "supersticiosas". En los años 1920 y 1930, organizaciones como la Liga de los Militantes sin Dios estaban activos en la propaganda antirreligiosa. El ateísmo era la norma en las escuelas, las organizaciones comunistas (como la Organización de Pioneros), y los medios de comunicación.
Los esfuerzos del régimen por erradicar la religión en la Unión Soviética, sin embargo, variaron a lo largo de los años con respecto a las religiones particulares y se han visto afectados por los intereses superiores del Estado. Las políticas oficiales y las prácticas no solo variaba con el tiempo, sino también difieren en su aplicación de una nacionalidad a otro y de una religión a otra. Aunque todos los líderes soviéticos tenían la misma meta a largo plazo de desarrollo de un pueblo soviético cohesionada, que siguieron políticas diferentes para lograrlo. Para el régimen soviético, las cuestiones de la nacionalidad y la religión fueron siempre estrechamente vinculados. No es de extrañar, por tanto, la actitud hacia la religión varía también de una prohibición total de algunas religiones al apoyo oficial de los demás.

### Nacionalidades y religión
La Constitución Soviética, en teoría, describe la posición del régimen en relación con las nacionalidades y religiones. Afirma que todo ciudadano de la Unión Soviética también es miembro de una nacionalidad determinada, y cada pasaporte soviético lleva a estas dos entradas. La Constitución otorga un amplio grado de autonomía local, pero esta autonomía siempre ha sido subordinado a la autoridad central. Además, porque las estructuras administrativas locales y centrales a menudo se divide claramente, la autonomía local se debilitó aún más. Aunque, según la Constitución todas las nacionalidades son iguales, en la práctica no han sido. Solo quince nacionalidades han tenido la condición de sindicato república, que los otorga, en principio, muchos derechos, incluido el derecho a separarse de la Unión. Veintidós nacionalidades han vivido en las repúblicas autónomas con un grado de autonomía local y la representación en el Consejo de las Nacionalidades en el Soviet Supremo. Dieciocho nacionalidades adicionales enclaves territoriales (provincias autónomas y okruga autónomas), pero tienen muy poco poder de autogobierno. El resto de nacionalidades no tienen derecho a la libre gestión. definición de Iósif Stalin en 1913 que "Una nación es una comunidad constituida históricamente y estable de personas formadas sobre la base de un lenguaje común, territorio, vida económica, y el maquillaje psicológico reveló en una cultura común" se ha mantenido por las autoridades soviéticas a través de la década de 1980.[cita requerida] Pero, en la concesión de un estatuto nacionalidades república de la Unión, tres factores adicionales se consideraron: una población de al menos 1 millón, compacidad territorial de la nacionalidad, y la ubicación en las fronteras de la Unión Soviética.
Aunque Vladímir Lenin cree que con el tiempo todas las nacionalidades se funden en una, insistió en que la Unión Soviética se establecerá como una unión de naciones formalmente iguales. En la década de 1920, auténtica concesiones culturales se han concedido a las nacionalidades. las élites comunistas de diversas nacionalidades se les permitió prosperar y tener una considerable autonomía. Las culturas nacionales, religiones y lenguas no eran meramente toleradas, pero en zonas con poblaciones musulmanas se animó.
A pesar de los cambios demográficos en los años 1960 y 1970, tallado por la mayoría absoluta de Rusia, que también dio lugar a dos nacionalidades (los kazajos y los kirguís en el censo de 1979) convirtiéndose en minorías en sus propias repúblicas y disminuyó considerablemente la mayoría de las nacionalidades titulares en otras repúblicas. Esta situación llevó a Leonid Brézhnev a declarar en el XXIV Congreso del Partido Comunista de la Unión Soviética en 1971 que el proceso de crear un pueblo unificado soviético había concluido, y se hicieron propuestas para abolir el sistema federativo y reemplazarlo por un único estado. El optimismo del régimen se rompió pronto, sin embargo. En la década de 1970, un amplio movimiento nacional de la disidencia comenzó a difundirse en toda la Unión Soviética. Sus manifestaciones son múltiples y diversos. Los judíos insistieron en su derecho a emigrar a Israel, los tártaros de Crimea exigieron que se les permitiera regresar a Crimea; los lituanos pidieron la restauración de los derechos de la Iglesia católica, y grupos de Helsinki Watch se establecieron en parte de Georgia, Lituania y Ucrania. Peticiones, la literatura y ocasionales manifestaciones públicas expresadas las demandas públicas de los derechos de las nacionalidades en el contexto de los derechos humanos. A finales de la década de 1970, sin embargo, los esfuerzos masivos y concertados de la KGB había suprimido en gran medida el movimiento de la disidencia nacional. Sin embargo, Brézhnev había aprendido su lección. Propuestas para desmantelar el sistema federal fueron abandonados, y una política de elaboración de las nacionalidades más juntos fue perseguido.
Los funcionarios soviéticos identificaron la religión con la nacionalidad. La aplicación de la política hacia una religión en particular, por lo tanto, en general ha dependido de la percepción del régimen de la unión entre la religión y la nacionalidad de practicarlo, el tamaño de la comunidad religiosa, el grado de fidelidad de la religión a la autoridad exterior, y la nacionalidad de disposición a subordinarse a la autoridad política. Así, la más pequeña es la comunidad religiosa y mayor será identificado con una nacionalidad en particular, la más restrictiva fueron las políticas del régimen, especialmente si además se hubiese reconocido una autoridad religiosa extranjeros, como el Papa.

### Ortodoxia

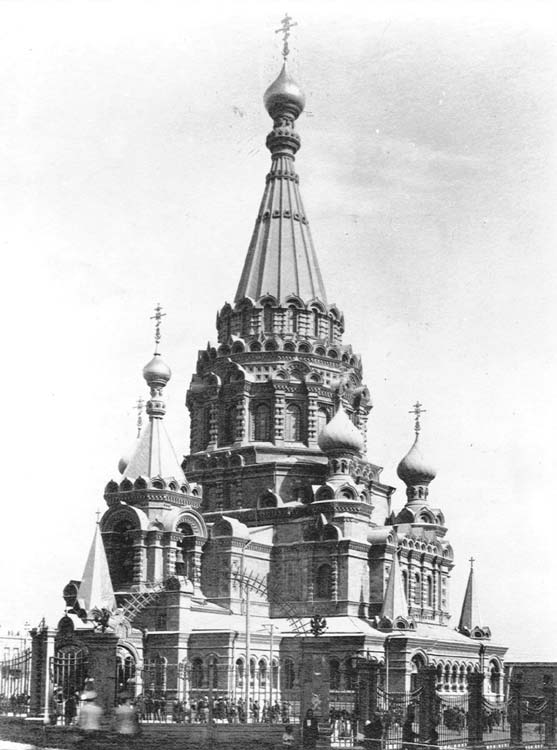
La Catedral de Alejandro Nevski, un templo de la Iglesia Ortodoxa Rusa, que fue el punto de referencia más dominante en Bakú, Azerbaiyán, fue demolida en la década de 1930 bajo Stalin.

En cuanto a la Iglesia Ortodoxa Rusa, las autoridades soviéticas intentaron controlarla y, en tiempos de crisis nacional, explotarla con fines propios del régimen, pero su objetivo final era eliminarla. Durante los primeros cinco años del poder soviético, los bolcheviques rusos ejecutaron a 28 obispos ortodoxos de Rusia y más de 1.200 sacerdotes ortodoxos. Muchos otros fueron encarcelados o exiliados. Los creyentes fueron acosados y perseguidos. La mayoría de los seminarios fueron cerrados, y la publicación de material más religioso estaba prohibido. En 1941 solo 500 iglesias permanecieron abiertas de las aproximadamente 54.000 existentes antes de la Primera Guerra Mundial.
Estas redadas se produjeron en el contexto de la insatisfacción de muchas personas con la Iglesia en la Rusia prerrevolucionaria. La estrecha vinculación de la Iglesia y el Estado dio lugar a la percepción de la Iglesia como corruptos y codiciosos por muchos miembros de intelligentsia. Muchos campesinos, si bien muy religiosos, no consideraban a la institución de la iglesia favorablemente. El respeto de la religión no se extendió a los sacerdotes locales. La Iglesia era dueño de una porción significativa de las tierras de Rusia que fue un punto de contención (propiedad de la tierra fue un factor importante en la Revolución rusa de 1917).
El ataque nazi a la Unión Soviética de Stalin en 1941 obligó a alistarse la Iglesia Ortodoxa Rusa como un aliado para despertar el patriotismo ruso contra la agresión extranjera. La vida religiosa revivida dentro de la Iglesia Ortodoxa Rusa. Miles de iglesias fueron reabiertas y se multiplica a 22.000 antes que Jruschov llegara al poder. El régimen permite las publicaciones religiosas, y el número de miembros de la iglesia creció.
La política del régimen de cooperación con la Iglesia Ortodoxa Rusa fue revertido por Jruschov. Aunque la iglesia se mantuvo oficialmente sancionada, en 1959, Jrushchov lanzó una campaña antireligiosa que se continuó de una manera menos rigurosa por su sucesor. En 1975 el número de operativos iglesias ortodoxas rusas se redujo a 7.000. Algunos de los miembros más prominentes de la jerarquía ortodoxa rusa y activistas fueron encarcelados u obligados a salir de la iglesia. Su lugar fue ocupado por un clero dócil que fueron obedientes al Estado y que se infiltraron en ocasiones por agentes de la KGB, lo que hace la Iglesia Ortodoxa Rusa de utilidad para el régimen. La iglesia ha abrazado y propagado la política exterior soviética, y ha proseguido la rusificación de los creyentes no rusos, como los ucranianos ortodoxos y bielorrusos.
El régimen aplicó una política diferente hacia la Iglesia Ortodoxa Ucraniana Autocéfala y la Iglesia ortodoxa autocéfala de Bielorrusia. Vistos por el gobierno como muy nacionalistas, ambas iglesias fueron suprimidas, en primer lugar al final de la década de 1920 y nuevamente en 1944 después de que ellos mismos habían renovado bajo la ocupación alemana. Los dirigentes de ambas iglesias fue diezmada; un gran número de sacerdotes fueron fusilados o enviados a campos de trabajo, y los creyentes de estas dos iglesias fueron acosados y perseguidos.
La política hacia la Iglesia Ortodoxa de Georgia era un tanto diferente. Que la iglesia les fue mucho peor que la Iglesia Ortodoxa Rusa en el marco del régimen soviético. Durante el Segunda Guerra Mundial, sin embargo, la Iglesia Ortodoxa de Georgia se le permitió una mayor autonomía en la gestión de sus asuntos a cambio de llamar a la iglesia a sus miembros para financiar el esfuerzo bélico. La iglesia no lo hizo, sin embargo, lograr el tipo de alojamiento con las autoridades que la Iglesia Ortodoxa Rusa había. El gobierno volvió a imponer un control estricto sobre ella después de la guerra. De unos 2.100 iglesias en 1917, solo 200 estaban todavía abiertos en la década de 1980, y la iglesia estaba prohibido servir a sus fieles fuera de la República de Georgia. En muchos casos, el régimen obligó a la iglesia para llevar a cabo servicios en antiguo eslavo eclesiástico en lugar del idioma georgiano.

### Catolicismo y protestantismo
En la Rusia zarista el número de católicos era muy reducido y de hecho su identificación y represión casi no significó mayores esfuerzos para las autoridades soviéticas, al punto que en la década de 1930 las comunidades católicas de unos pocos miles de individuos habían desaparecido, siendo que las políticas de la URSS hacia la Iglesia católica fueron fuertemente influenciadas por el hecho que los católicos soviéticos reconocían como autoridad máxima de su culto a una organización extranjera como el Ciudad del Vaticano. 
No obstante, desde 1939 millones de católicos (incluidos los greco-católicos) obtuvieron la ciudadanía soviética, cuando la URSS invadió el este de Polonia en septiembre de dicho año ocupando regiones de la Ucrania Occidental y de Bielorrusia donde estaba firmemente asentada la Iglesia greco-católica. Luego en 1940 la URSS invadió y ocupó Lituania, país de amplia mayoría católica, lo cual impulsó nuevas medidas de represión para asentar la autoridad soviética. 
Además, en las tres repúblicas donde la mayoría de los católicos vivían, la República Socialista Soviética de Lituania, RSS de Bielorrusia y la RSS de Ucrania, el catolicismo y el nacionalismo resultaban estrechamente vinculados. Aunque la Iglesia católica en la República de Lituania fue tolerada, un gran número del clero fueron encarcelados, muchos seminarios estaban cerrados, y los agentes de la policía se infiltraron en el resto. La campaña anticatólica en la República de Lituania disminuyó después de la muerte de Stalin, pero las duras medidas contra la Iglesia se reanudaron en 1957 y continuó durante la era Brezhnev.[cita requerida]
La política religiosa soviética fue particularmente dura hacia la Iglesia greco-católica ucraniana. Ucrania cayó bajo el dominio soviético en 1939, cuando se incorporó a la Unión Soviética como parte del Pacto Ribbentrop-Mólotov. Aunque se permitió a la Iglesia católica griega ucraniana funcionar, fue casi de inmediato sometida a un intenso hostigamiento.[cita requerida] En retirada ante el ejército alemán en 1941, las autoridades soviéticas arrestaron a una gran cantidad de sacerdotes greco-católicos ucranianos, que fueron asesinados o deportados a Siberia. Después de que el Ejército Rojo volvió a ocupar el oeste de Ucrania en 1944, el régimen soviético liquidó a la ucraniana Iglesia Greko-católica, mediante la captura SU metropolitana, a todos los obispos, cientos de clérigos, el más activo y fiel, la carga de muerte y enviar el resto a los campos de trabajo . Al mismo tiempo, las autoridades soviéticas obligaron a los clérigos a las cuestiones restantes derogada la unión con Roma y subordinado a la Iglesia Ortodoxa Rusa.
Antes de la Segunda Guerra Mundial, el número de protestantes en la Unión Soviética fue baja en comparación con otros creyentes, pero han mostrado un crecimiento notable desde entonces. Fundada en 1944, el gobierno soviético estableció el Consejo de Cristianos Evangélicos Bautistas de toda la Unión Soviética. Algunos de dar el control del gobierno sobre las denominaciones protestantes varias. Muchas congregaciones se negó a unirse a este cuerpo, sin embargo, que otros se unió al consejo Inicialmente Posteriormente izquierda. Todos consideraban que el Estado, a través del consejo, estaba interfiriendo en la vida eclesiástica.

### Islam
La política del régimen hacia la religión islámica se vio afectada por el elevado número de población musulmana en el Imperio Ruso donde los creyentes islámicos eran además abrumadora mayoría en todas las regiones de Asia Central. Otros condicionantes eran la influencia del Islam sobre las culturas nacionales de muchos etnias, la tendencia de las élites islámicas a aceptar la autoridad central (zarista o soviética) con escasas reservas y, por otra parte, por la susceptibilidad de los pueblos musulmanes a la influencia de extranjeros.
Aunque alentando activamente al ateísmo, las autoridades soviéticas permitieron cierta actividad limitada religiosa en todas las repúblicas musulmanas de la URSS apenas asentado el régimen soviético en Asia Central tras aplastar violentamente la Revuelta de los Basmachí en 1926. Esta actividad religiosa reducida se ejecutaba bajo los auspicios de las sucursales regionales de la Dirección Espiritual de los Musulmanes de la URSS, cuidando el gobierno que la fe religiosa no se tornara en reivindicación nacionalista.
El régimen soviético aceptó la ayuda y lealtad de numerosos clérigos musulmanes, integrando algunos de ellos al PCUS, pero de todos modos el gobierno comunista luchó por reducir la influencia práctica del islam por todos los medios posibles: la mayoría de edificios religiosos se habían convertido en museos o sedes administrativas, la mayoría de madrasas fueron cerradas desde 1929, en 1925 se prohibió a clérigos islámicos participar en política o cargos administrativos, y en 1927 se suprimieron los tribunales islámicos. En paralelo, el gobierno soviético impuso nuevas normas: el viernes fue reconocido como día musulmán de descanso pero sujeto a "trabajos voluntarios" ordenados por la autoridad, se abolió la prohibición oficiosa de consumir alcohol en regiones de mayoría islámica, y se emancipó oficialmente a las mujeres musulmanas imponiendo su integración en el proletariado, lo cual redujo seriamente el poder efectivo del clero.
Bajo el dominio estalinista, las autoridades soviéticas reprimieron al clero musulmán, cerrando muchas mezquitas o convirtiéndolas en almacenes.  mientras se impulsó un elevado reclutamiento de soldados de origen musulmán en las fuerzas armadas, con miras a apartarlos de costumbres islámicas en el servicio militar. La colectivización de las tierras en 1934 también significó una ofensiva contra la religión musulmana en tanto se suprimía la propiedad privada como último reducto de posible resistencia del clero islámico, mientras que el gobierno lanzaba en la década de 1930 una amplia campaña de alfabetización en Asia Central que prescindía de la influencia musulmana sobre el acceso a la educación, tendencia que se mantuvo en las décadas siguientes al hacerse cada vez más difícil la práctica efectiva de las cinco leyes del Islam entre la población soviética. Así, las mezquitas funcionaban en la mayoría de las grandes ciudades de las repúblicas de Asia Central y la República Socialista Soviética de Azerbaiyán, sin embargo, su número había disminuido de 25.000 en 1917 a solamente 500 en la década de 1970. 
En 1989, como parte de la relajación general de las restricciones a las religiones durante la perestroika, algunas nuevas asociaciones de religiosos musulmanes se registraron, y algunas de las mezquitas que habían sido cerradas por el gobierno fueron devueltos a las comunidades musulmanas. El gobierno también anunció planes para permitir la capacitación de un número limitado de líderes religiosos musulmanes en el curso de dos a cinco años en Ufá y Bakú, respectivamente.

### Judaísmo
Aunque Lenin encontró abominable el antisemitismo étnico, el régimen era hostil hacia la religión judía como desde el principio. En 1919 las autoridades soviéticas abolieron los consejos de la comunidad judía, que en la época zarista habían sido tradicionalmente responsable de mantener las sinagogas. El gobierno bolchevique creó una sección especial para los Judíos del partido, cuyas tareas incluían propaganda contra el clero judío y la religión judía en sentido amplio. Para compensar las aspiraciones nacionales y religiosas judías, el gobierno soviético estableció en 1934 el Óblast Autónomo Hebreo como una "alternativa" a la Tierra de Israel situada en el Extremo Oriente de Rusia. 
Así, el Óblast Autónomo Hebreo con centro en Birobidzhán en se convertiría en una "Sion Soviética" con miras a concentrar allí a toda la población judía de la URSS, promoviendo inclusive que judíos extranjeros emigrasen a dicha región. El yiddish, en lugar del "reaccionario" hebreo, sería la lengua oficial, y literatura proletaria socialista y las artes sustituiría el judaísmo como la quintaesencia de la cultura, reconociendo así a los judíos soviéticos como una "nacionalidad" diferenciada pero bajo estricto control gubernamental. A pesar de una masiva campaña de propaganda a nivel nacional e internacional, la población judía en el Óblast Autónomo Hebreo nunca hubo alcanzado el 30% del total de la región (a partir de 2003 fue solo el 1,2%). Este experimento se detuvo en la segunda mitad de la década de 1930, durante la primera campaña de Purgas de Stalin, cuando numerosos líderes judíos en todo el territorio soviético fueron arrestados y ejecutados y las escuelas yiddish fueron cerradas en una serie de persecuciones religiosas antes que étnicas, siendo que La formación de rabinos se convirtió en algo imposible.
Cuando en 1941 la URSS fue invadida por el Tercer Reich, el régimen de Stalin creó el Comité Judío Antifascista como instrumento de propaganda prosoviética para los países occidentales en el contexto de la Segunda Guerra Mundial, mostrando al régimen soviético como libre de antisemitismo. Acabada la guerra, el Comité empezó a documentar el Holocausto pero Stalin rechazaba tal plan, así que el Comité fue disuelto y perseguido. La posición gubernamental hacia el judaísmo se hizo más hostil en la década de 1940 cuando la creación del Estado de Israel como aliado de EE. UU. generó sospechas hacia toda la población étnicamente judía, sea religiosa o no, y hasta finales de 1980 solo un periódico yiddish se publicaba. El hebreo, debido a su identificación con el sionismo, solo se enseñaba en las escuelas para los diplomáticos. La mayoría de los 5.000 sinagogas que funcionaban antes de la revolución bolchevique se cerraron bajo Stalin, y otros fueron cerrados bajo Jruschov. Para todos los efectos, la práctica del judaísmo llegó a ser muy difícil, intensificando el deseo de los judíos de abandonar la Unión Soviética.